# Edgartown
Edgartown ist eine Stadt im US-Bundesstaat Massachusetts auf der Insel Martha’s Vineyard an der Küste von Cape Cod in den Vereinigten Staaten und der County Seat des Dukes County. Das U.S. Census Bureau hat bei der Volkszählung 2020 eine Einwohnerzahl von 5168 ermittelt.

## Demografie
Zum Zeitpunkt der Volkszählung im Jahre 2000 (U.S. Census 2000) hatte die Stadt 3779 Einwohner auf einer Landfläche von 69,9 km². Das Medianalter betrug 40,3 Jahre (nationaler Durchschnitt der USA: 35,3 Jahre). Das Pro-Kopf-Einkommen (englisch per capita income) lag bei 25.740 US-Dollar (nationaler Durchschnitt der USA: 21.587 US-Dollar). 4,2 Prozent der Einwohner lagen mit ihrem Einkommen unter der Armutsgrenze (nationaler Durchschnitt der USA: 12,4 Prozent). Etwa 23,9 Prozent der Einwohner sind englischer Abstammung und etwa 6,4 Prozent sind deutschstämmig.

## Sonstiges
Teil der Stadt Edgartown ist die kleine Insel Chappaquiddick, die 1969 durch einen von Senator Edward Kennedy verursachten Verkehrsunfall, bei dem ein Mensch ums Leben kam, weltweit bekannt wurde. Das historische Stadtzentrum ist als Edgartown Village Historic District in das National Register of Historic Places eingetragen. Weitere Einträge sind die Leuchttürme Cape Poge Light und Edgartown Harbor Light.
Die Stadt war Drehort für den Film Der weiße Hai und somit die Filmkulisse für den fiktiven Ort Amity.

## Persönlichkeiten
- Ben Pease (ca. 1834–um 1870), Blackbirder, Kapitän und Sklavenhändler